# Murailles de Malmantile
Les murailles de Malmantile (en italien : Mura di Malmantile)  constituent la structure défensive du centre historique de Malmantile, une frazione de la commune de Lastra a Signa (ville métropolitaine de Florence) en Toscane.
C'est l'un des meilleurs exemples de village médiéval fortifié en Toscane.

## Historique
La fondation de la bourgade n'est pas connue mais on suppose qu'il s'agissait d'un avant-poste militaire sur la route entre Florence et Signa, également actif en même temps que ceux de Filippo Brunelleschi et est l'un des premiers exemples toscans de muraille avec un dispositif en saillie, le plus utilisé au cours des siècles suivants dans la région. La construction semble avoir été supervisée par 1424 où une petite ville s'est développée plus tard.
En 2018, l'intervention pour la restauration de la Porta Fiorentina a été approuvée grâce à un don privé.

## Description
Le tracé quadrangulaire mesure 125 mètres sur 70 mètres et forme un rectangle presque parfait, dont le côté le plus long est parallèle à la route. Au centre des petits côtés se trouvent deux portes, reliées par un seul axe routier (l'actuelle Via Francesco Ferrucci) qui va du nord-est au sud-ouest. Les murailles sont conservées sur tout le périmètre, mais la structure en saillie a quasiment disparu, à l'exception de quelques points (au sud-ouest) où se trouvent les encorbellements de pierre du type à quatre saillies arrondies supportant des arcs en brique légèrement aigus. Ici, il y a aussi les mâchicoulis pour la défense à l'aplomb. Le tout est couronné par une passerelle avec un parapet réalisé dans un matériau plus fin que celui utilisé pour les murs. À la base, l'escarpement du mur est joint au mur sans cordon.
Les deux portes ont des arcs en plein cintre et sont renforcées par un avant-corps vers l'extérieur, avec des meurtrières sur les côtés. Certaines fenêtres des murs sont plus récentes et appartiennent à des maisons qui ont été construites contre elles.
Aux quatre coins se trouvent des tours à base carrée, ainsi que deux tours à section transversale plus hautes, situées au centre des côtés les plus longs. La plus grande, côté route, est aussi la mieux conservée.

## Galerie

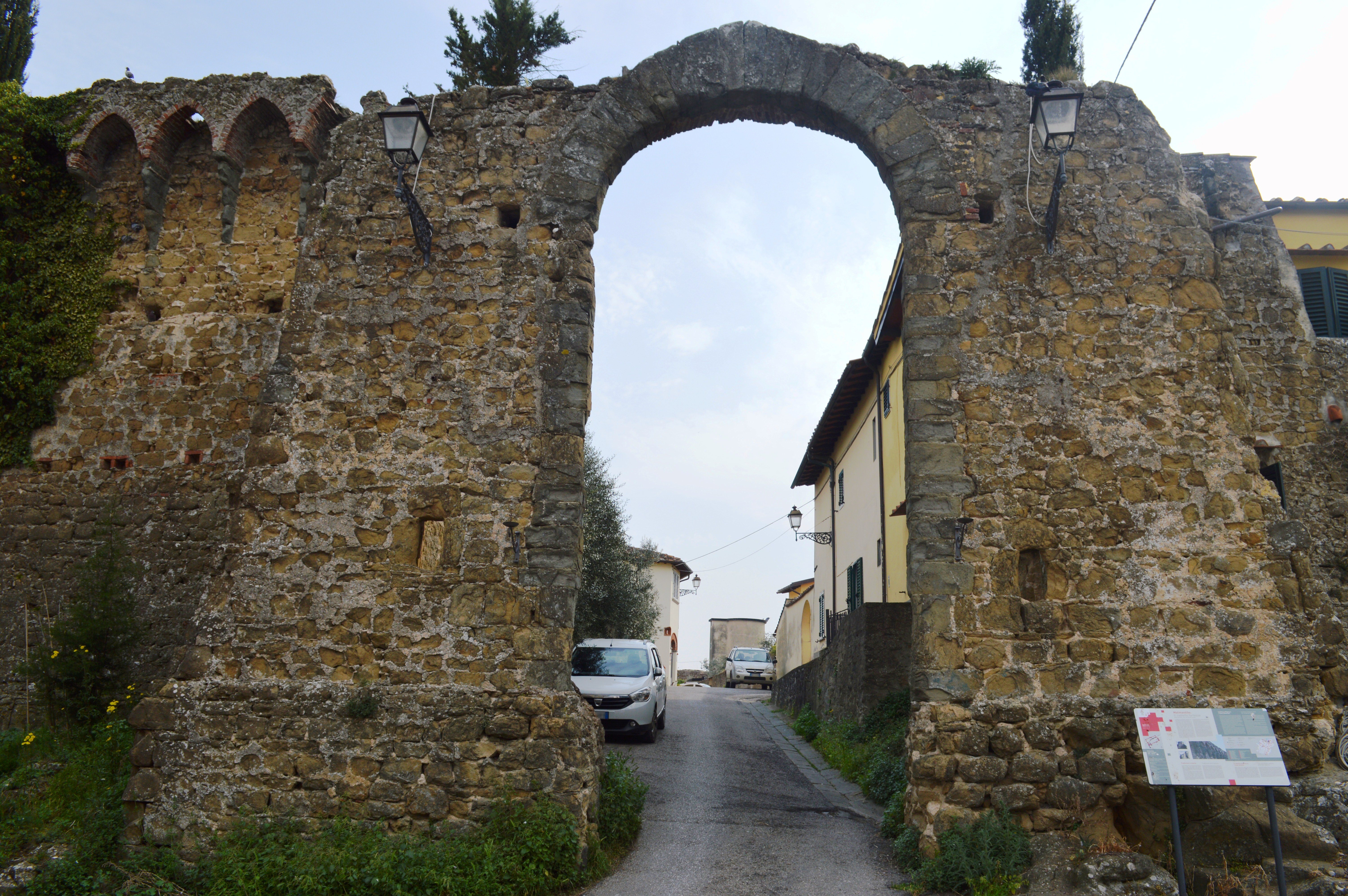
La Porta Pisana.
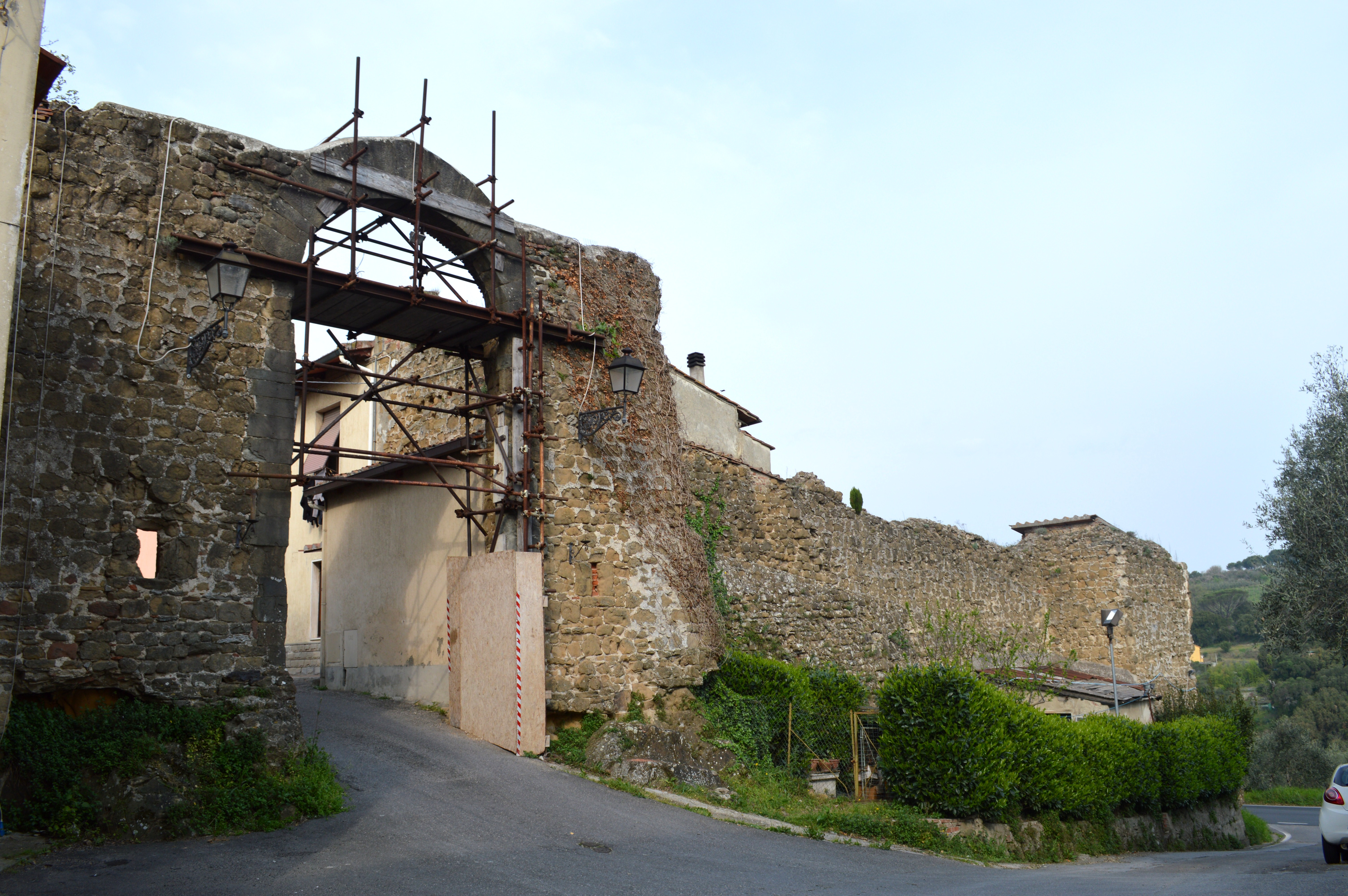
La Porta Fiorentina et la tour nord-est.
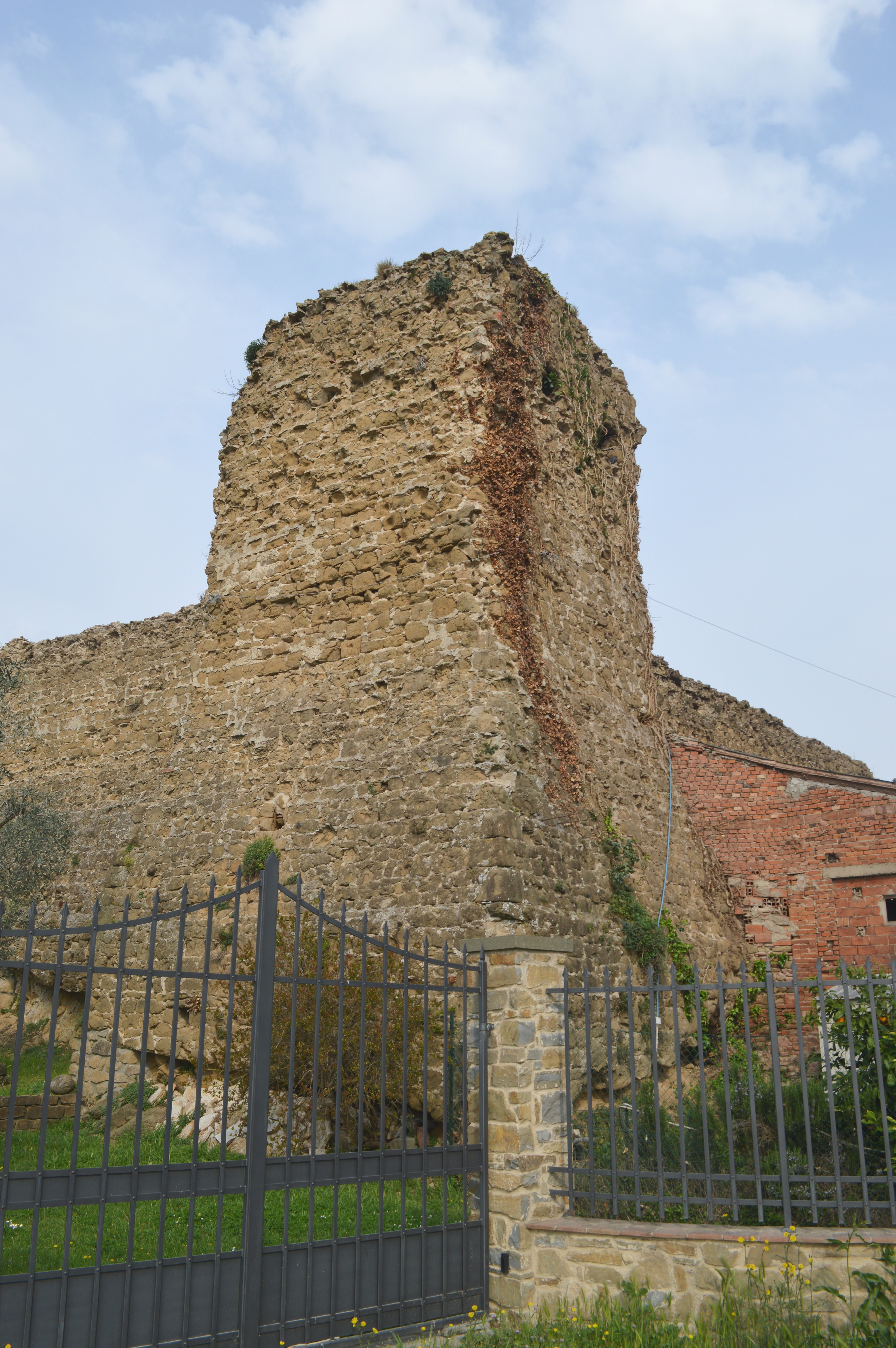
La tour sud-est.
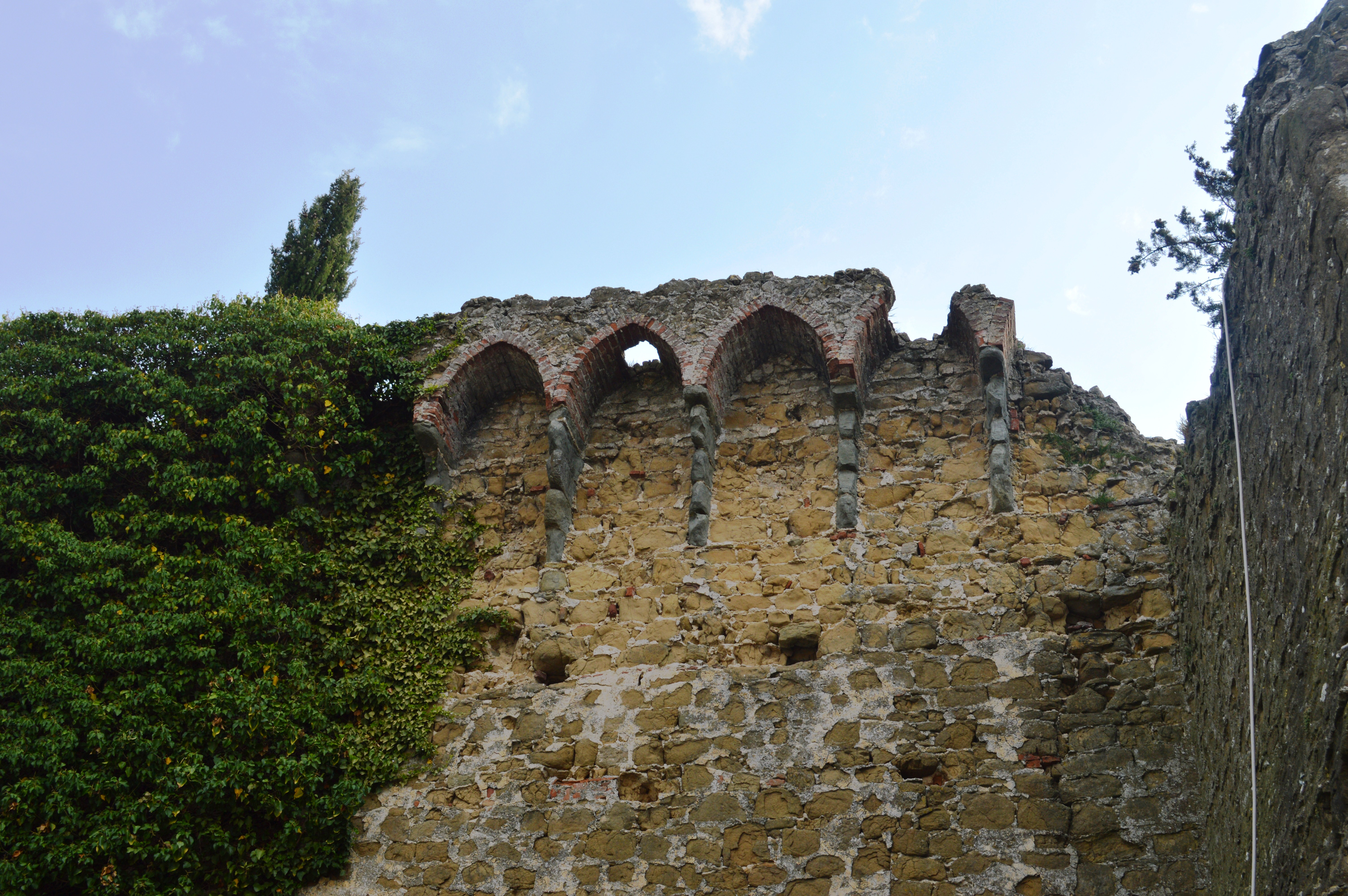
Les arches suspendues près de la Porta Pisana.
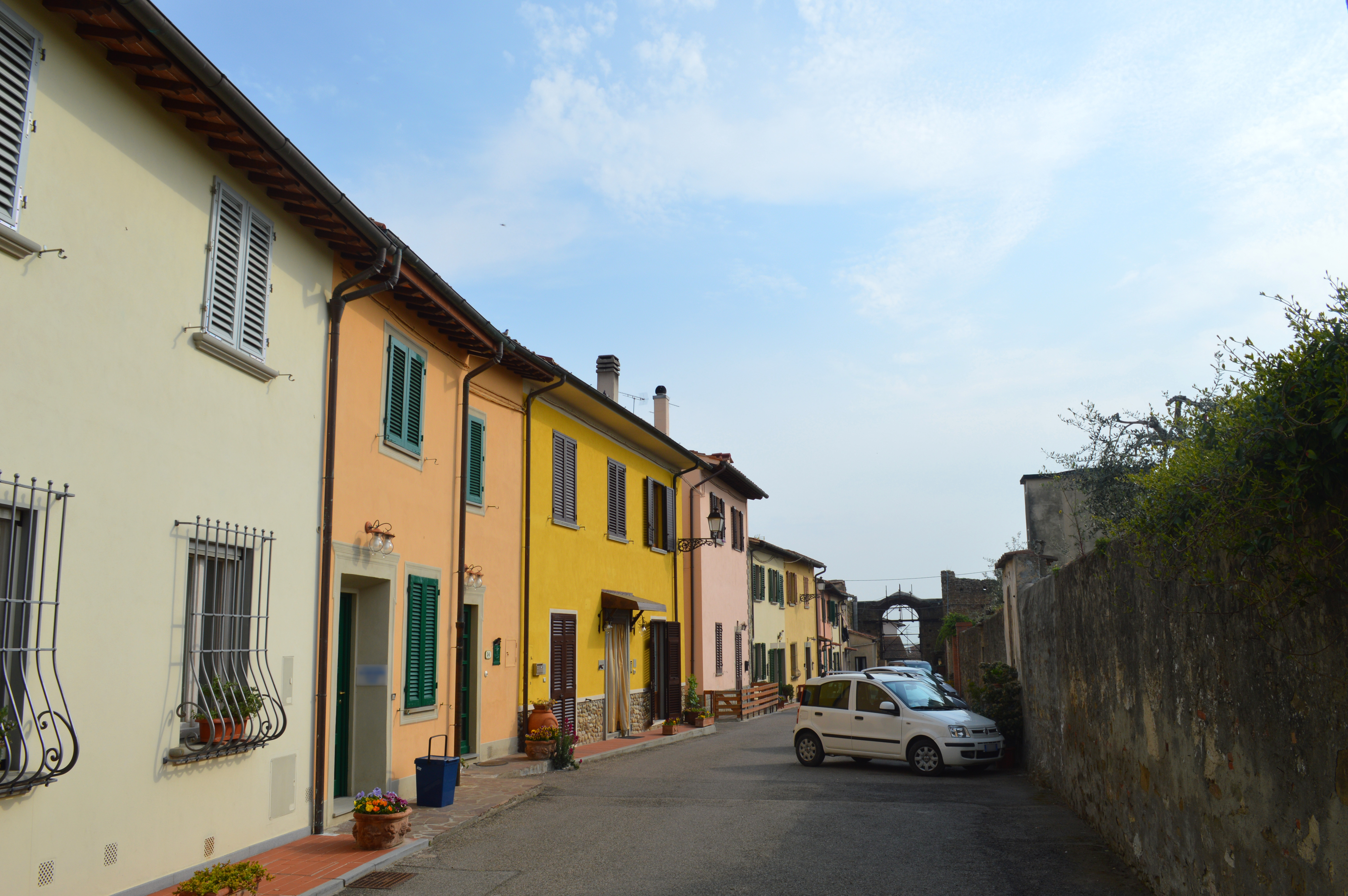
La Via Francesco Ferrucci vers la Porta Fiorentina.

### Articles externes
- Mura di Malmantile - Site castellitoscani.com